# Non-Profit-Marketing
Unter Non-Profit-Marketing (im deutschsprachigen Raum auch oft Sozialmarketing) versteht man ein strategisches Marketingkonzept für nicht primär gewinnorientierte Organisationen (NPO). Dieses ist nicht zu verwechseln mit dem international gebräuchlichen Begriff des Social Marketing, der sich auf die Verhaltensbeeinflussung von Personengruppen im Sinne sozial erwünschter (gesundheits-, bildungs-, entwicklungspolitischer usw.) Ziele durch Maßnahmen des klassischen Marketing bezieht.

## Definition
Marketing hat sich im Laufe der vergangenen Jahrzehnte vor allem auf zwei Ebenen verändert:
- Das Marketing von gewerblichen Unternehmen zielt inzwischen nicht mehr nur auf einen höheren Gewinn, sondern auf eine bewusste Imagepflege, die langfristige positive Effekte hat (z. B.: Autofirmen stellen sich als umweltbewusst dar).
- Die Grundsätze des gewerblichen Marketings werden auf nicht erwerbswirtschaftliche Institutionen übertragen (Unternehmen bzw. Verwaltungseinrichtungen der öffentlichen Hand, Unternehmen mit überwiegend sozialwirtschaftlicher Funktion).

Non-Profit-Marketing oder Sozialmarketing wird deshalb vor allem aus zwei Perspektiven gesehen und entsprechend unterschiedlich definiert:

### Erweiterung der klassischen Marketing-Ziele
Geht es im „klassischen“ Marketing primär um die Profit- und Absatzmaximierung durch genaue Analyse der potenziellen Kunden und Erweckung neuer Bedürfnisse nach Produkten und Dienstleistungen, liegt das Ziel des Non-Profit-Marketings grundsätzlich im Bestreben, soziale Ziele (Mission) zu erreichen, d. h.
- Fundraising: Erhöhung der Spendeneinnahmen
- Förderung ehrenamtlichen Engagements
- Verkauf von Dienstleistungen, z. B. im Bildungsbereich
- Veränderungen von Einstellungen – Social Marketing (Beispiel: „Du bist Deutschland“)
- Verhaltensmodifikationen (Beispiel: „Gib Aids keine Chance – Kondome schützen“)

### Marketing für den Non-Profit-Bereich
Hier geht es um Marketing für eine spezielle Branche, den Non-Profit- oder Sozialbereich, z. B. Vereine, Pflegeeinrichtungen, Sozialstationen, Krankenhäuser usw. Das Marketing dieser äußerst heterogenen Branche wird in Deutschland von sehr speziellen gesetzlichen Rahmenbedingungen bestimmt. In einigen Marktsegmenten wird die Preispolitik außerhalb des Unternehmens beeinflusst, man denke beispielsweise an Pflegesätze in der stationären Altenhilfe. Die normalen Gesetze des freien Marktes haben in diesem Bereich nur begrenzt Gültigkeit. Die Nachfrage nach Konsumgütern kann künstlich geschaffen werden, Non-Profit-Einrichtungen reagieren auf vorhandene Bedürfnisse innerhalb unserer Gesellschaft.
Wichtig in diesem Zusammenhang sind auch die Begriffe „Gemeinnützigkeit“ und das „Subsidiaritätsprinzip“.

### Erweiterung des Marketing-Begriffs
Im Sinne von Philip Kotlers Generic Marketing gehen neuere Ansätze davon aus, dass Marketing von Non-Profitorganisationen neben der strategischen auch eine politische Komponente zu berücksichtigen hat. Konsequenterweise wird so eine ganze Reihe von Anspruchsgruppen (Stakeholdern) wie zum Beispiel organisationsinterne Gremien und Gruppen, Politik, Gegner und Dienstleister in das strategische Marketing im Sinne zielgerichteten Beziehungsmanagements einbezogen.

## Organisationen
Organisationen, die Non-Profit-Marketing betreiben, sind im Umweltschutz, der Entwicklungshilfe, im karitativen Sektor, im Bildungsbereich und im Gesundheitswesen zu finden. In der Regel werden sie vom Staat, aus Spendengeldern und/oder durch Mitgliedsbeiträge finanziert. Der durch die Non-Profit-Organisationen erzielte Gewinn wird nicht an die Mitglieder ausgeschüttet, sondern wiederum in neue Projekte investiert. Je nach Ausrichtung und Größe der Organisation wird neben ehrenamtlichen Helfern auch hauptamtliches Personal beschäftigt  Eine Einteilung und Kategorisierung von Nonprofit-Organisationen haben u. a. Salamon/Anheier in einer globalen Untersuchung der Johns-Hopkins-Universität vorgenommen.

## Instrumente
- Customer-Relationship-Management (CRM)

## Non-Profit-Marketing-Ausrichtungen
- Politikmarketing
- Umweltmarketing/Umweltkommunikation
- Kulturmarketing

## Weiterführende Literatur
- Manfred Bruhn: Marketing für Nonprofit-Organisationen: Grundlagen, Konzepte, Instrumente. Kohlhammer, Stuttgart 2005.
- Kevin Riemer: Kommunikation von Nonprofit-Organisationen. Grundlagen der Kommunikationspolitik und SWOT-Analyse der UNICEF Deutschland. AVM, München 2009, ISBN 978-3-89975-931-0.
- Katrin Cooper: Nonprofit-Marketing von Entwicklungshilfe-Organisationen. Deutscher Universitätsverlag, Wiesbaden 1994.
- Roger Courtney: Strategic Management for Voluntary Nonprofit Organizations; Routledge studies in the management of voluntary and nonprofit organization. University Press, Cambridge 2002.
- Philip Kotler, Alan Andreasen: Strategic Marketing for Nonprofit Organizations. 4. Auflage. Prentice Hall, Upper Sadle River 1994.
- Robert Purtschert: Marketing für Verbände und weitere Nonprofit-Organisationen. 2. Auflage. Haupt Verlag, 2005.